# Lydia Aguirre
Lydia Aguirre (Belleville, Lió) és una periodista espanyola, actualment és adjunta a la direcció d'El País. Filla de pares espanyols emigrants a França, es va llicenciar en Ciències de la Informació a la Universitat Complutense de Madrid. Especialitzada en assumptes econòmics i financers, es va incorporar a la secció d'economia del diari Ya el 1988. A finals del mateix any, amb l'ampliació del diari econòmic Cinco Días, va ser membre del seu equip de redactors fins que el 1996 va assumir la corresponsalia del mateix diari econòmic a Nova York, per tornar el 2002 a Madrid i ser nomenada subdirectora d'aquell diari primer i, el 2005, directora adjunta. Al juny de 2006 va substituir Patricia Gómez com a directora de Comunicació del Grup PRISA. Al setembre de 2007 va ser nomenada directora de ELPAÍS.com.